# Tetragnatha delumbis
Tetragnatha delumbis là một loài nhện trong họ Tetragnathidae.
Loài này thuộc chi Tetragnatha. Tetragnatha delumbis được miêu tả năm 1891 bởi Thorell.